# Eleições autárquicas de 2017 em Odivelas
As eleições autárquicas de 2017 serviram para eleger os membros dos diferentes órgãos do poder local no concelho de Odivelas.
O Partido Socialista, que apoiou Hugo Martins à presidência da câmara, voltou a vencer a câmara municipal, obtendo uma vitória tranquila e renovando a maioria absoluta que conquistou em 2013, ao conseguir 45,1% dos votos e 6 vereadores.
A coligação entre PSD e CDS apoiou Fernando Seara e conseguiu resultados positivos, ao voltar a tornar-se a segunda força política no concelho, ao conseguir 21,7% dos votos e 3 vereadores.
Por fim, destacar o mau resultado da Coligação Democrática Unitária, que perdeu um vereador, ficando-se pelos 14,8% dos votos e 2 vereadores.

## Listas e Candidatos
| Lista | Lista                                           | Candidato                |
| ----- | ----------------------------------------------- | ------------------------ |
|       | Partido Socialista                              | Hugo Martins             |
|       | PSD-CDS                                         | Fernando Seara           |
|       | Coligação Democrática Unitária                  | Fernando Painho Ferreira |
|       | Bloco de Esquerda                               | Paulo Sousa              |
|       | Pessoas–Animais–Natureza                        | Ana Fernandes            |
|       | Partido Comunista dos Trabalhadores Portugueses | Maria Paula Matos        |
|       | Partido Nacional Renovador                      | Bruno Rebelo             |
|       | Juntos pelo Povo                                | António Dias             |
|       | Partido Democrático Republicano                 | Cristina Barradas        |
|       | Partido Trabalhista Português                   | Florbela Baião           |

## Resultados Oficiais
Os resultados para os diferentes órgãos do poder local no concelho de Odivelas foram os seguintes:

## Mapa

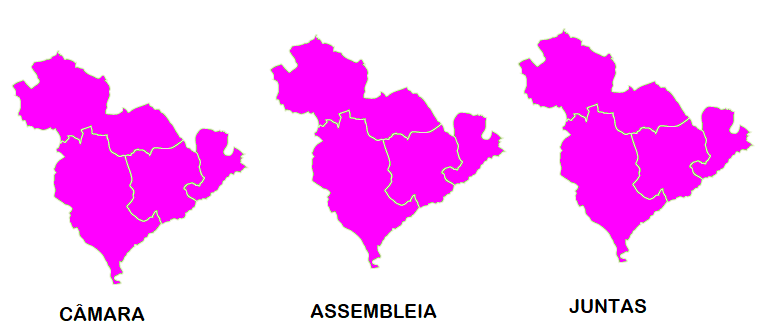
Partido mais votado por Freguesia

### Câmara Municipal
| Partido                 | Partido                         | Votos   | %               | +/-  | Vereadores | +/-     |
| ----------------------- | ------------------------------- | ------- | --------------- | ---- | ---------- | ------- |
|                         | Partido Socialista              | 26 381  | 45,08 / 100,00  | 5,56 | 6 / 11     | Estável |
|                         | PSD-CDS                         | 12 701  | 21,70 / 100,00  | -    | 3 / 11     | -       |
|                         | Coligação Democrática Unitária  | 8 671   | 14,82 / 100,00  | 6,43 | 2 / 11     | 1       |
|                         | Bloco de Esquerda               | 3 559   | 6,08 / 100,00   | 1,08 | 0 / 11     | Estável |
|                         | Pessoas–Animais–Natureza        | 1 958   | 3,35 / 100,00   | -    | 0 / 11     | -       |
|                         | PCTP/MRPP                       | 923     | 1,58 / 100,00   | 0,16 | 0 / 11     | Estável |
|                         | Partido Nacional Renovador      | 352     | 0,60 / 100,00   | -    | 0 / 11     | -       |
|                         | Juntos pelo Povo                | 323     | 0,55 / 100,00   | Novo | 0 / 11     | Novo    |
|                         | Partido Democrático Republicano | 139     | 0,24 / 100,00   | Novo | 0 / 11     | Novo    |
|                         | Partido Trabalhista Português   | 136     | 0,23 / 100,00   | 0,52 | 0 / 11     |         |
| Votos Inválidos         | Votos Inválidos                 | 3 379   | 5,77 / 100,00   | 3,69 |            |         |
| Total                   | Total                           | 58 522  | 100,00 / 100,00 |      | 11 / 11    |         |
| Eleitorado/Participação | Eleitorado/Participação         | 125 383 | 46,67 / 100,00  | 3,78 |            |         |

### Assembleia Municipal
| Partido                 | Partido                         | Votos   | %               | +/-  | Deputados | +/-     |
| ----------------------- | ------------------------------- | ------- | --------------- | ---- | --------- | ------- |
|                         | Partido Socialista              | 24 799  | 42,38 / 100,00  | 6,03 | 16 / 33   | 2       |
|                         | PSD-CDS                         | 12 435  | 21,25 / 100,00  | -    | 8 / 33    | -       |
|                         | Coligação Democrática Unitária  | 9 210   | 15,74 / 100,00  | 8,39 | 6 / 33    | 3       |
|                         | Bloco de Esquerda               | 4 220   | 7,21 / 100,00   | 2,01 | 2 / 33    | Estável |
|                         | Pessoas–Animais–Natureza        | 2 339   | 4,00 / 100,00   | -    | 1 / 33    | -       |
|                         | PCTP/MRPP                       | 995     | 1,70 / 100,00   | -    | 0 / 33    | -       |
|                         | Partido Nacional Renovador      | 377     | 0,64 / 100,00   | -    | 0 / 33    | -       |
|                         | Juntos pelo Povo                | 345     | 0,59 / 100,00   | Novo | 0 / 33    | Novo    |
|                         | Partido Democrático Republicano | 142     | 0,24 / 100,00   | Novo | 0 / 33    | Novo    |
|                         | Partido Trabalhista Português   | 139     | 0,24 / 100,00   | -    | 0 / 33    | -       |
| Votos Inválidos         | Votos Inválidos                 | 3 512   | 6,00 / 100,00   | 3,94 |           |         |
| Total                   | Total                           | 58 513  | 100,00 / 100,00 |      | 33 / 33   |         |
| Eleitorado/Participação | Eleitorado/Participação         | 125 383 | 46,67 / 100,00  | 3,74 |           |         |

### Juntas de Freguesia
| Partido                 | Partido                        | Votos   | %               | +/-  | Presidentes | +/-     | Mandatos | +/-     |
| ----------------------- | ------------------------------ | ------- | --------------- | ---- | ----------- | ------- | -------- | ------- |
|                         | Partido Socialista             | 24 973  | 42,67 / 100,00  | 7,35 | 4 / 4       | 1       | 36 / 72  | 5       |
|                         | PSD-CDS                        | 12 307  | 21,03 / 100,00  | -    | 0 / 4       | -       | 16 / 72  | -       |
|                         | Coligação Democrática Unitária | 11 802  | 20,17 / 100,00  | 6,31 | 0 / 4       | 1       | 16 / 72  | 6       |
|                         | Bloco de Esquerda              | 4 338   | 7,41 / 100,00   | 1,92 | 0 / 4       | Estável | 4 / 72   | Estável |
|                         | PCTP/MRPP                      | 736     | 1,26 / 100,00   | -    | 0 / 4       | -       | 0 / 72   | -       |
|                         | Partido Nacional Renovador     | 326     | 0,56 / 100,00   | -    | 0 / 4       | -       | 0 / 72   | -       |
|                         | Juntos pelo Povo               | 262     | 0,45 / 100,00   | Novo | 0 / 4       | Novo    | 0 / 72   | Novo    |
|                         | Partido Trabalhista Português  | 112     | 0,19 / 100,00   | 0,45 | 0 / 4       | Estável | 0 / 72   | Estável |
| Votos Inválidos         | Votos Inválidos                | 3 671   | 6,27 / 100,00   | 3,40 |             |         |          |         |
| Total                   | Total                          | 58 527  | 100,00 / 100,00 |      | 4 / 4       |         | 72 / 72  |         |
| Eleitorado/Participação | Eleitorado/Participação        | 125 383 | 46,68 / 100,00  | 3,79 |             |         |          |         |

## Resultados por Freguesia

### Câmara Municipal
| Partido                              | %     | %        | %     | %    | %    | %    | %    | %    | %    | %    | Votantes |
| Partido                              | PS    | PSD -CDS | CDU   | BE   | PAN  | PCTP | PNR  | JPP  | PDR  | PTP  | Votantes |
| ------------------------------------ | ----- | -------- | ----- | ---- | ---- | ---- | ---- | ---- | ---- | ---- | -------- |
| Odivelas                             | 47,48 | 22,34    | 12,43 | 6,08 | 3,39 | 1,25 | 0,67 | 0,49 | 0,13 | 0,23 | 23 882   |
| Pontinha e Famões                    | 41,01 | 20,93    | 18,88 | 5,76 | 3,04 | 2,23 | 0,43 | 0,73 | 0,35 | 0,25 | 13 777   |
| Póvoa de Santo Adrião e Olival Basto | 50,20 | 19,17    | 12,31 | 6,58 | 3,34 | 1,83 | 0,59 | 0,60 | 0,13 | 0,20 | 6 978    |
| Ramada e Caneças                     | 42,41 | 22,65    | 16,15 | 6,16 | 3,58 | 1,36 | 0,67 | 0,45 | 0,36 | 0,24 | 13 885   |
| Odivelas                             | 45,08 | 21,70    | 14,82 | 6,08 | 3,35 | 1,58 | 0,60 | 0,55 | 0,24 | 0,23 | 58 522   |

#### Odivelas
| Partido                 | Partido                         | Votos  | %               | +/-  |
| ----------------------- | ------------------------------- | ------ | --------------- | ---- |
|                         | Partido Socialista              | 11 340 | 47,48 / 100,00  | 8,25 |
|                         | PSD-CDS                         | 5 335  | 22,34 / 100,00  | -    |
|                         | Coligação Democrática Unitária  | 2 969  | 12,43 / 100,00  | 7,63 |
|                         | Bloco de Esquerda               | 1 451  | 6,08 / 100,00   | 0,91 |
|                         | Pessoas–Animais–Natureza        | 809    | 3,39 / 100,00   | -    |
|                         | PCTP/MRPP                       | 299    | 1,25 / 100,00   | 0,06 |
|                         | Partido Nacional Renovador      | 159    | 0,67 / 100,00   | -    |
|                         | Juntos pelo Povo                | 117    | 0,49 / 100,00   | Novo |
|                         | Partido Democrático Republicano | 54     | 0,23 / 100,00   | Novo |
|                         | Partido Trabalhista Português   | 32     | 0,13 / 100,00   | 0,60 |
| Votos Inválidos         | Votos Inválidos                 | 1 317  | 5,51 / 100,00   | 3,91 |
| Total                   | Total                           | 23 882 | 100,00 / 100,00 |      |
| Eleitorado/Participação | Eleitorado/Participação         | 52 078 | 45,86 / 100,00  | 4,90 |

#### Pontinha e Famões
| Partido                 | Partido                         | Votos  | %               | +/-  |
| ----------------------- | ------------------------------- | ------ | --------------- | ---- |
|                         | Partido Socialista              | 5 650  | 41,01 / 100,00  | 0,56 |
|                         | PSD-CDS                         | 2 883  | 20,93 / 100,00  | -    |
|                         | Coligação Democrática Unitária  | 2 601  | 18,88 / 100,00  | 0,85 |
|                         | Bloco de Esquerda               | 793    | 5,76 / 100,00   | 0,61 |
|                         | Pessoas–Animais–Natureza        | 419    | 3,04 / 100,00   | -    |
|                         | PCTP/MRPP                       | 307    | 2,23 / 100,00   | 0,73 |
|                         | Juntos pelo Povo                | 101    | 0,73 / 100,00   | Novo |
|                         | Partido Nacional Renovador      | 59     | 0,43 / 100,00   | -    |
|                         | Partido Democrático Republicano | 48     | 0,35 / 100,00   | Novo |
|                         | Partido Trabalhista Português   | 35     | 0,25 / 100,00   | 0,67 |
| Votos Inválidos         | Votos Inválidos                 | 881    | 6,40 / 100,00   | 3,25 |
| Total                   | Total                           | 13 777 | 100,00 / 100,00 |      |
| Eleitorado/Participação | Eleitorado/Participação         | 29 532 | 46,65 / 100,00  | 2,81 |

#### Póvoa de Santo Adrião e Olival Basto
| Partido                 | Partido                         | Votos  | %               | +/-  |
| ----------------------- | ------------------------------- | ------ | --------------- | ---- |
|                         | Partido Socialista              | 3 503  | 50,20 / 100,00  | 5,83 |
|                         | PSD-CDS                         | 1 338  | 19,17 / 100,00  | -    |
|                         | Coligação Democrática Unitária  | 859    | 12,31 / 100,00  | 6,69 |
|                         | Bloco de Esquerda               | 459    | 6,58 / 100,00   | 1,39 |
|                         | Pessoas–Animais–Natureza        | 233    | 3,34 / 100,00   | -    |
|                         | PCTP/MRPP                       | 128    | 1,83 / 100,00   | 0,48 |
|                         | Juntos pelo Povo                | 42     | 0,60 / 100,00   | Novo |
|                         | Partido Nacional Renovador      | 41     | 0,59 / 100,00   | -    |
|                         | Partido Trabalhista Português   | 14     | 0,20 / 100,00   | 0,50 |
|                         | Partido Democrático Republicano | 9      | 0,13 / 100,00   | Novo |
| Votos Inválidos         | Votos Inválidos                 | 352    | 5,04 / 100,00   | 3,62 |
| Total                   | Total                           | 6 978  | 100,00 / 100,00 |      |
| Eleitorado/Participação | Eleitorado/Participação         | 16 028 | 43,54 / 100,00  | 0,80 |

#### Ramada e Caneças
| Partido                 | Partido                         | Votos  | %               | +/-   |
| ----------------------- | ------------------------------- | ------ | --------------- | ----- |
|                         | Partido Socialista              | 5 888  | 42,41 / 100,00  | 6,28  |
|                         | PSD-CDS                         | 3 145  | 22,65 / 100,00  | -     |
|                         | Coligação Democrática Unitária  | 2 242  | 16,15 / 100,00  | 10,08 |
|                         | Bloco de Esquerda               | 856    | 6,16 / 100,00   | 1,75  |
|                         | Pessoas–Animais–Natureza        | 497    | 3,58 / 100,00   | -     |
|                         | PCTP/MRPP                       | 189    | 1,36 / 100,00   | 0,23  |
|                         | Partido Nacional Renovador      | 93     | 0,67 / 100,00   | -     |
|                         | Juntos pelo Povo                | 63     | 0,45 / 100,00   | Novo  |
|                         | Partido Democrático Republicano | 50     | 0,36 / 100,00   | Novo  |
|                         | Partido Trabalhista Português   | 33     | 0,24 / 100,00   | 0,39  |
| Votos Inválidos         | Votos Inválidos                 | 829    | 5,97 / 100,00   | 3,83  |
| Total                   | Total                           | 13 885 | 100,00 / 100,00 |       |
| Eleitorado/Participação | Eleitorado/Participação         | 27 745 | 50,05 / 100,00  | 4,36  |

### Assembleia Municipal
| Partido                              | %     | %        | %     | %    | %    | %    | %    | %    | %    | %    | Votantes |
| Partido                              | PS    | PSD -CDS | CDU   | BE   | PAN  | PCTP | PNR  | JPP  | PDR  | PTP  | Votantes |
| ------------------------------------ | ----- | -------- | ----- | ---- | ---- | ---- | ---- | ---- | ---- | ---- | -------- |
| Odivelas                             | 44,82 | 22,02    | 13,10 | 7,31 | 4,19 | 1,35 | 0,70 | 0,50 | 0,13 | 0,26 | 23 882   |
| Pontinha e Famões                    | 39,30 | 20,19    | 19,70 | 6,59 | 3,16 | 2,26 | 0,49 | 0,83 | 0,29 | 0,22 | 13 776   |
| Póvoa de Santo Adrião e Olival Basto | 48,08 | 19,00    | 12,90 | 7,61 | 3,97 | 1,71 | 0,69 | 0,59 | 0,21 | 0,26 | 6 978    |
| Ramada e Caneças                     | 38,38 | 22,10    | 17,78 | 7,47 | 4,50 | 1,74 | 0,68 | 0,50 | 0,40 | 0,22 | 13 877   |
| Odivelas                             | 42,38 | 21,25    | 15,74 | 7,21 | 4,00 | 1,70 | 0,64 | 0,59 | 0,24 | 0,24 | 58 513   |

#### Odivelas
| Partido                 | Partido                         | Votos  | %               | +/-  |
| ----------------------- | ------------------------------- | ------ | --------------- | ---- |
|                         | Partido Socialista              | 10 704 | 44,82 / 100,00  | 8,83 |
|                         | PSD-CDS                         | 5 260  | 22,02 / 100,00  | -    |
|                         | Coligação Democrática Unitária  | 3 128  | 13,10 / 100,00  | 9,16 |
|                         | Bloco de Esquerda               | 1 745  | 7,31 / 100,00   | 0,88 |
|                         | Pessoas–Animais–Natureza        | 1 001  | 4,19 / 100,00   | -    |
|                         | PCTP/MRPP                       | 322    | 1,35 / 100,00   | -    |
|                         | Partido Nacional Renovador      | 166    | 0,70 / 100,00   | -    |
|                         | Juntos pelo Povo                | 120    | 0,50 / 100,00   | Novo |
|                         | Partido Democrático Republicano | 61     | 0,26 / 100,00   | Novo |
|                         | Partido Trabalhista Português   | 31     | 0,13 / 100,00   | -    |
| Votos Inválidos         | Votos Inválidos                 | 1 344  | 5,62 / 100,00   | 4,43 |
| Total                   | Total                           | 23 882 | 100,00 / 100,00 |      |
| Eleitorado/Participação | Eleitorado/Participação         | 52 078 | 45,86 / 100,00  | 4,89 |

#### Pontinha e Famões
| Partido                 | Partido                         | Votos  | %               | +/-  |
| ----------------------- | ------------------------------- | ------ | --------------- | ---- |
|                         | Partido Socialista              | 5 414  | 39,30 / 100,00  | 1,10 |
|                         | PSD-CDS                         | 2 782  | 20,19 / 100,00  | -    |
|                         | Coligação Democrática Unitária  | 2 714  | 19,70 / 100,00  | 2,35 |
|                         | Bloco de Esquerda               | 908    | 6,59 / 100,00   | 0,38 |
|                         | Pessoas–Animais–Natureza        | 436    | 3,16 / 100,00   | -    |
|                         | PCTP/MRPP                       | 312    | 2,26 / 100,00   | -    |
|                         | Juntos pelo Povo                | 115    | 0,83 / 100,00   | Novo |
|                         | Partido Nacional Renovador      | 68     | 0,49 / 100,00   | -    |
|                         | Partido Democrático Republicano | 40     | 0,29 / 100,00   | Novo |
|                         | Partido Trabalhista Português   | 30     | 0,22 / 100,00   | -    |
| Votos Inválidos         | Votos Inválidos                 | 957    | 6,95 / 100,00   | 3,17 |
| Total                   | Total                           | 13 776 | 100,00 / 100,00 |      |
| Eleitorado/Participação | Eleitorado/Participação         | 29 532 | 46,65 / 100,00  | 2,67 |

#### Póvoa de Santo Adrião e Olival Basto
| Partido                 | Partido                         | Votos  | %               | +/-  |
| ----------------------- | ------------------------------- | ------ | --------------- | ---- |
|                         | Partido Socialista              | 3 355  | 48,08 / 100,00  | 5,30 |
|                         | PSD-CDS                         | 1 326  | 19,00 / 100,00  | -    |
|                         | Coligação Democrática Unitária  | 900    | 12,90 / 100,00  | 7,90 |
|                         | Bloco de Esquerda               | 531    | 7,61 / 100,00   | 1,34 |
|                         | Pessoas–Animais–Natureza        | 277    | 3,97 / 100,00   | -    |
|                         | PCTP/MRPP                       | 119    | 1,71 / 100,00   | -    |
|                         | Partido Nacional Renovador      | 48     | 0,69 / 100,00   | -    |
|                         | Juntos pelo Povo                | 41     | 0,59 / 100,00   | Novo |
|                         | Partido Trabalhista Português   | 18     | 0,26 / 100,00   | -    |
|                         | Partido Democrático Republicano | 15     | 0,21 / 100,00   | Novo |
| Votos Inválidos         | Votos Inválidos                 | 348    | 4,99 / 100,00   | 3,99 |
| Total                   | Total                           | 6 978  | 100,00 / 100,00 |      |
| Eleitorado/Participação | Eleitorado/Participação         | 16 028 | 43,54 / 100,00  | 0,80 |

#### Ramada e Caneças
| Partido                 | Partido                         | Votos  | %               | +/-   |
| ----------------------- | ------------------------------- | ------ | --------------- | ----- |
|                         | Partido Socialista              | 5 326  | 38,38 / 100,00  | 7,06  |
|                         | PSD-CDS                         | 3 067  | 22,10 / 100,00  | -     |
|                         | Coligação Democrática Unitária  | 2 468  | 17,78 / 100,00  | 13,73 |
|                         | Bloco de Esquerda               | 1 036  | 7,47 / 100,00   | 1,74  |
|                         | Pessoas–Animais–Natureza        | 625    | 4,50 / 100,00   | -     |
|                         | PCTP/MRPP                       | 242    | 1,74 / 100,00   | -     |
|                         | Partido Nacional Renovador      | 95     | 0,68 / 100,00   | -     |
|                         | Juntos pelo Povo                | 69     | 0,50 / 100,00   | Novo  |
|                         | Partido Democrático Republicano | 56     | 0,40 / 100,00   | Novo  |
|                         | Partido Trabalhista Português   | 30     | 0,22 / 100,00   | -     |
| Votos Inválidos         | Votos Inválidos                 | 863    | 6,22 / 100,00   | 3,91  |
| Total                   | Total                           | 13 877 | 100,00 / 100,00 |       |
| Eleitorado/Participação | Eleitorado/Participação         | 27 745 | 50,02 / 100,00  | 4,33  |

### Juntas de Freguesia

#### Odivelas
| Partido                 | Partido                                         | Votos  | %               | +/-   | Mandatos | +/-     |
| ----------------------- | ----------------------------------------------- | ------ | --------------- | ----- | -------- | ------- |
|                         | Partido Socialista                              | 11 412 | 47,77 / 100,00  | 11,67 | 12 / 21  | 3       |
|                         | PSD-CDS                                         | 5 252  | 21,99 / 100,00  | -     | 5 / 21   | -       |
|                         | Coligação Democrática Unitária                  | 3 252  | 13,61 / 100,00  | 8,46  | 3 / 21   | 2       |
|                         | Bloco de Esquerda                               | 1 854  | 7,76 / 100,00   | 1,90  | 1 / 21   | Estável |
|                         | Partido Comunista dos Trabalhadores Portugueses | 335    | 1,40 / 100,00   | -     | 0 / 21   | -       |
|                         | Partido Nacional Renovador                      | 250    | 1,05 / 100,00   | -     | 0 / 21   | -       |
|                         | Partido Trabalhista Português                   | 112    | 0,47 / 100,00   | 0,45  | 0 / 21   | Estável |
| Votos Inválidos         | Votos Inválidos                                 | 1 421  | 5,95 / 100,00   | 3,91  |          |         |
| Total                   | Total                                           | 23 888 | 100,00 / 100,00 |       | 21 / 21  |         |
| Eleitorado/Participação | Eleitorado/Participação                         | 52 078 | 45,87 / 100,00  | 4,91  |          |         |

#### Pontinha e Famões
| Partido                 | Partido                                         | Votos  | %               | +/-  | Mandatos | +/-     |
| ----------------------- | ----------------------------------------------- | ------ | --------------- | ---- | -------- | ------- |
|                         | Partido Socialista                              | 5 312  | 38,55 / 100,00  | 0,93 | 9 / 19   | Estável |
|                         | Coligação Democrática Unitária                  | 3 387  | 24,58 / 100,00  | 2,32 | 5 / 19   | Estável |
|                         | PSD-CDS                                         | 2 656  | 19,28 / 100,00  | -    | 4 / 19   | -       |
|                         | Bloco de Esquerda                               | 886    | 6,43 / 100,00   | 0,96 | 1 / 19   | Estável |
|                         | Partido Comunista dos Trabalhadores Portugueses | 401    | 2,91 / 100,00   | -    | 0 / 19   | -       |
|                         | Juntos pelo Povo                                | 189    | 1,37 / 100,00   | Novo | 0 / 19   | Novo    |
| Votos Inválidos         | Votos Inválidos                                 | 948    | 6,88 / 100,00   | 3,17 |          |         |
| Total                   | Total                                           | 13 779 | 100,00 / 100,00 |      | 19 / 19  |         |
| Eleitorado/Participação | Eleitorado/Participação                         | 29 532 | 46,66 / 100,00  | 2,82 |          |         |

#### Póvoa de Santo Adrião e Olival Basto
| Partido                 | Partido                        | Votos  | %               | +/-  | Mandatos | +/-     |
| ----------------------- | ------------------------------ | ------ | --------------- | ---- | -------- | ------- |
|                         | Partido Socialista             | 3 471  | 49,74 / 100,00  | 4,61 | 8 / 13   | 1       |
|                         | PSD-CDS                        | 1 295  | 18,56 / 100,00  | -    | 2 / 13   | -       |
|                         | Coligação Democrática Unitária | 1 129  | 16,18 / 100,00  | 4,26 | 2 / 13   | 1       |
|                         | Bloco de Esquerda              | 545    | 7,81 / 100,00   | 2,00 | 1 / 13   | Estável |
|                         | Partido Nacional Renovador     | 76     | 1,09 / 100,00   | -    | 0 / 13   | -       |
|                         | Juntos pelo Povo               | 73     | 1,05 / 100,00   | Novo | 0 / 13   | Novo    |
| Votos Inválidos         | Votos Inválidos                | 389    | 5,58 / 100,00   | 3,47 |          |         |
| Total                   | Total                          | 6 978  | 100,00 / 100,00 |      | 13 / 13  |         |
| Eleitorado/Participação | Eleitorado/Participação        | 16 028 | 43,54 / 100,00  | 0,80 |          |         |

#### Ramada e Caneças
| Partido                 | Partido                        | Votos  | %               | +/-   | Mandatos | +/-     |
| ----------------------- | ------------------------------ | ------ | --------------- | ----- | -------- | ------- |
|                         | Partido Socialista             | 4 778  | 34,42 / 100,00  | 8,56  | 7 / 19   | 1       |
|                         | Coligação Democrática Unitária | 4 034  | 29,06 / 100,00  | 12,99 | 6 / 19   | 3       |
|                         | PSD-CDS                        | 3 104  | 22,36 / 100,00  | -     | 5 / 19   | -       |
|                         | Bloco de Esquerda              | 1 053  | 7,59 / 100,00   | 2,90  | 1 / 19   | Estável |
| Votos Inválidos         | Votos Inválidos                | 913    | 6,58 / 100,00   | 2,70  |          |         |
| Total                   | Total                          | 13 882 | 100,00 / 100,00 |       | 19 / 19  |         |
| Eleitorado/Participação | Eleitorado/Participação        | 27 745 | 50,03 / 100,00  | 4,34  |          |         |

#### Juntas antes e depois das Eleições
| Freguesia                            | 2013-2017 | 2013-2017                      | 2013-2017      | 2017-2021 | 2017-2021          | 2017-2021      |
| ------------------------------------ | --------- | ------------------------------ | -------------- | --------- | ------------------ | -------------- |
| Odivelas                             |           | Partido Socialista             | 36,10 / 100,00 |           | Partido Socialista | 47,77 / 100,00 |
| Pontinha e Famões                    |           | Partido Socialista             | 37,62 / 100,00 |           | Partido Socialista | 38,55 / 100,00 |
| Póvoa de Santo Adrião e Olival Basto |           | Partido Socialista             | 45,13 / 100,00 |           | Partido Socialista | 49,74 / 100,00 |
| Ramada e Caneças                     |           | Coligação Democrática Unitária | 42,05 / 100,00 |           | Partido Socialista | 34,42 / 100,00 |